# Cnidanthea maculata
Cnidanthea maculata is een zeeanemonensoort. De anemoon komt uit het geslacht Cnidanthea. Cnidanthea maculata werd in 1959 voor het eerst wetenschappelijk beschreven door Carlgren. 